# Crash (álbum de Charli XCX)
Crash (estilizado como CRASH en mayúsculas) es el quinto álbum de estudio de la cantautora inglesa Charli XCX, lanzado el 18 de marzo de 2022. Es su último álbum lanzado bajo su contrato discográfico actual con Atlantic Records. Charli anunció el título, la fecha de lanzamiento y la portada del álbum el 4 de noviembre de 2021. Su sitio web también se actualizó con información sobre la gira de 2022 del álbum. El álbum fue precedido por cuatro sencillos — «Good Ones», «New Shapes» con Christine and the Queens y Caroline Polachek, «Beg for You» con Rina Sawayama, «Baby» y «Used to Know Me» — y un sencillo promocional — «Every Rule». 
Mientras que el trabajo anterior de Charli era conocido por su producción de hyperpop experimental, Crash presenta un sonido de dance pop más convencional. Las canciones del álbum incluyen elementos de la música pop de los años 80 y 90, y Charli ha citado a Janet Jackson, entre otros, como una influencia musical para el álbum. Tras su lanzamiento, el álbum recibió críticas generalmente positivas de los críticos musicales. Comercialmente, Crash es el álbum más exitoso de Charli XCX hasta la fecha, encabezando las listas en Australia, Irlanda y el Reino Unido. También se convirtió en su primer álbum en alcanzar el top 20 en Alemania, Bélgica, Canadá, Nueva Zelanda, Países Bajos y Suiza.

## Antecedentes y grabación
En septiembre de 2019, Charli lanzó su tercer álbum de estudio, Charli, el cual obtuvo aclamación crítica. Originalmente, otra versión del álbum estaba  programada para su lanzamiento en mayo de 2017. Sin embargo, Charli decidió descartar ese proyecto luego de un accidente que más tarde provocó que la mayoría de las maquetas de las pistas se filtraran en Internet. En una entrevista con la revista musical The Fader, la artista explico: «Se supone que no debo decir esto, se supone que debo estar como, en él, 'este álbum [Charli], reprodúcelo, cómpralo', pero estoy como, ya pensando en el próximo, está hecho, estoy en el siguiente nivel». Afirmó el 14 de octubre del mismo año que ya estaba trabajando en ello. El 25 de noviembre de 2019, declaró que sus planes actuales para el próximo año incluían la creación de dos nuevos álbumes (siendo el segundo el sexto, que, de no haber sido lanzado en 2020, habría sido lanzado en 2021).
Durante los meses de enero y febrero de 2020, Charli publicó historias de Instagram de sí misma en el estudio con una variedad de productores, incluidos Patrik Berger y Justin Raisen, quienes habían colaborado previamente en el álbum debut de Charli, True Romance. Su productor ejecutivo, A. G. Cook, al igual que Deaton Chris Anthony también tuvieron sesiones de grabación con Charli.
Debido a la pandemia de COVID-19, las sesiones de grabación del álbum se cancelaron en marzo. El 6 de abril de 2020, Charli anunció a través de una llamada pública de Zoom con los fanáticos que estaría trabajando en un nuevo álbum en autoaislamiento, con el título tentativo How I'm Feeling Now. Charli decidió posponer las sesiones del «álbum de Janet» y comenzó a trabajar en su cuarto álbum de estudio en un arranque. Se empezó a trabajar en este álbum en la casa de Charli el 3 de abril y continuó hasta la fecha de lanzamiento del álbum el 15 de mayo.  Charli mencionó por primera vez el tema del «álbum de Janet» el mismo día, cuando publicó una captura de pantalla de una conversación con A. G. Cook. «Y quería hacer el álbum de Janet en septiembre y un álbum más rápido en diciembre», dijo, dando a entender que originalmente planeó lanzar el «álbum de Janet» en septiembre y un álbum «más rápido», más impromptu en diciembre del mismo año. Charli insinuó el 12 de junio que estaba de regreso trabajando en el «álbum de Janet» ahora que How I'm Feeling Now había salido.
El 13 de marzo de 2021, anunció en TikTok que el álbum será «poptástico». Días después, el 19 de marzo, Charli estrenó nuevas canciones por primera vez en un show virtual de Bandsintown, que se conocería comúnmente entre los fanáticos como «Don't Think Twice» (más tarde se reveló como «Twice») y «What You Want» (más tarde se confirmó que era «New Shapes»). Después del evento, dio una entrevista en la que se refirió al álbum como «poptástico» y agregó que se «sentía extremadamente creativa».
El 1 de noviembre de 2021, tuiteó que revelaría misterios sobre el álbum esa semana, y cinco horas después, reveló los colaboradores con los que estaría trabajando en el álbum: Lotus IV, Christine and the Queens, Caroline Polachek, Oscar Holter, Digital Farm Animals, Rina Sawayama, Ian Kirkpatrick, Jason Evigan, Justin Raisen, SadPony, Ariel Rechtshaid, Ilya, Oneohtrix Point Never, Mike Wise y Jon Shave. Oscar Holter ya había sido confirmado como productor del álbum con el sencillo «Good Ones», y desde 2019 se había insinuado una colaboración con Rina Sawayama, aunque según ambas artistas, hubo diferentes intentos de colaboración; la canción que terminó siendo lanzada fue titulada «Beg for You», y fue producida por Digital Farm Animals. Una colaboración con Caroline y Christine, con producción de Deaton Chris Anthony, también fue insinuada unos días antes del anuncio, que resultó ser la canción «New Shapes», que actúa como el segundo sencillo del álbum y que fue lanzado el 4 de noviembre de 2021.

## Lanzamiento y promoción

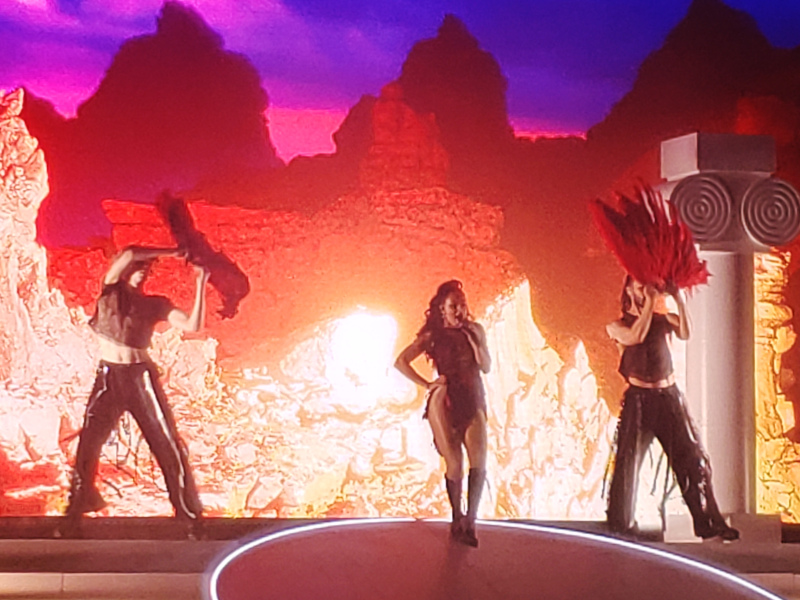
Charli XCX interpretando «Used to Know Me» en Crash: The Live Tour

El 15 de agosto de 2021, tras el anuncio del primer sencillo del álbum, Charli tuiteó una imagen de una tumba con su propio nombre grabado y la fecha de fallecimiento «18 de marzo de 2022», que se pensaba que era el día de lanzamiento del álbum. Al día siguiente, tuiteó un video detrás de escena de una sesión de fotos de esa tumba, utilizando un fragmento de «Good Ones». Esta tumba aparecería en el video musical de «Good Ones» después de su lanzamiento. Se insinuó ampliamente que el álbum se lanzaría el 18 de marzo de 2022, porque después del lanzamiento de «Good Ones», afirmó que el álbum podría lanzarse en esa fecha.
El álbum se anunció formalmente el 4 de noviembre, una hora antes del lanzamiento del segundo sencillo, en todas las redes sociales de Charli, junto con el anuncio de una gira de 37 fechas, titulada «Crash: The Live Tour», por América del Norte y Europa y un enlace para pre-guardar el álbum. También se reveló que el álbum tendrá 12 pistas y una duración de 33 minutos. Más tarde ese día, Charli fue en vivo en TikTok y compartió nuevos fragmentos de nuevas pistas, incluidas pistas que en ese entonces eran desconocidas como «Baby», «Constant Repeat» y «Beg For You» y otros tres fragmentos.
El 19 de diciembre de 2021, Charli hizo una publicación de Instagram con la descripción «adelanto de 2022...», que incluía numerosas imágenes relacionadas con el trabajo para el ciclo del álbum, incluidas imágenes de sesiones fotográficas y grabaciones detrás de escena, una charla con Rina sobre su colaboración y un video de Charli practicando con bailarinas de fondo para la canción «Baby».
A fines de 2021 y principios de enero de 2022, Charli continuó compartiendo las muestras que compartió en TikTok, sobre todo las canciones «Beg for You» y «Baby». El 4 de enero, Charli subió un fragmento de lo que parecía ser un video musical de la canción «Baby». El 20 de enero, se informó a través de iTunes que la quinta pista del álbum tendrá una duración de 2 minutos y 48 segundos, que luego se confirmó que sería «Beg for You». El mismo día, Charli reveló el título y un fragmento de estudio de su colaboración con Rina Sawayama, «Beg for You». El 21 de febrero de 2022, la cantante anunció que se lanzaría una edición de lujo la misma semana que el álbum estándar.
Las notas del álbum están dedicadas a Sophie, una amiga y colaboradora de Charli que murió a principios de 2021. Sophie había producido varias pistas para Charli, incluida la totalidad de su EP de 2016 Vroom Vroom, así como la mayor parte de un álbum inédito.

### Sencillos
«Good Ones» se lanzó como el sencillo principal del álbum el 2 de septiembre de 2021. Es una canción de baile mezclada con synth pop y electropop. La canción recibió elogios de los críticos con la mayoría de ellos destacando su producción de synth pop. Su videoclip, dirigido por Hannah Lux Davis, y filmado en México, fue lanzado el mismo día que la canción. «New Shapes» se lanzó el 4 de noviembre de 2021 como el segundo sencillo del álbum. Incluye la participación de Christine and the Queens y Caroline Polachek como artistas invitadas. Está canción también recibió críticas positivas por el alejamiento de Charli del hyperpop y su acercamiento al synth pop. El videoclip fue lanzado unos días después. Charli iba a aparecer en el noveno episodio de la temporada 47 de Saturday Night Live junto con Christine and the Queens y Polachek para promocionar los sencillos, pero las presentaciones se cancelaron debido al aumento de la variante ómicron del coronavirus en Nueva York. Posteriormente, la presentación se reprogramó para el 5 de marzo de 2022. «Beg for You», una colaboración con Rina Sawayama, fue lanzada el 27 de enero de 2022 como el tercer sencillo. La canción es una pista de UK garage con elementos de la música house de los 90. Contiene samples del sencillo de September de 2006 «Cry for You» y de la canción «Don't Cry» del grupo de baile belga Milk Inc. Recibió elogios de los críticos musicales, destacando lo pegadizo que es. «Baby» fue lanzado el 1 de marzo de 2022 como el cuarto sencillo del álbum. La canción es una pista post-disco inspirada en los años 80 con elementos de new jack swing. Ha recibido críticas positivas por su producción pegadiza y sensual. El 14 de marzo de 2022, se lanzó «Every Rule» como un sencillo promocional, seguido de «Used to Know Me» el 17 de marzo de 2022.

## Temas
Al publicar adelantos y promocionar el disco, Charli asumió una personalidad malvada, demoníaca o sin alma, para jugar con una idea de pacto con el diablo. Las imágenes del álbum incluyen «poderes de mujer fatal» y una multitud de «hechizos y maldiciones oscuras», así como guiños característicos tanto a los automóviles como a los accidentes automovilísticos. Su título y estética general se inspiraron en la película Crash de David Cronenberg de 1996.
El 8 de abril de 2020, Charli le dijo a un fan a través de Zoom que el álbum estaba influenciado por la música de Janet Jackson, una artista que ha sido citada con frecuencia por productores de sellos discográficos de PC Music como A.G. al igual que EasyFun como fuente de inspiración.  Luego, el 21 de abril, le dijo a Stereogum que este era su álbum más pulido hasta el momento, tanto musical como artísticamente, y que actualmente estaba escuchando muchas canciones de Janet Jackson. Indicó que el álbum será un punto de partida musical para ella.  El 5 de mayo indicó que será su álbum más «pop» por el momento, y que quería que los videoclips de las canciones fueran extremadamente teatrales, incluso sugiriendo que interpreta diferentes personajes en ellos.  El 29 de octubre de 2020, dijo que si bien todavía había mucha influencia de Janet Jackson en el álbum en ese momento, ya no está influenciado exclusivamente por ella, y ahora hay otras inspiraciones.
El 23 de mayo de 2021, indicó que el álbum era «para los angels de True Romance»  y que quería tener una canción que fuera «Stay Away 2.0».  Luego, el 8 de julio, Charli publicó que le gustaban mucho las canciones que ella no compuso. Durante este mes, Charli comenzó a publicar una gran cantidad de tuits y fotografías de Instagram indicando que el álbum sería su «era malvada». Uno de ellos dice: «Consejo para artistas jóvenes: vende tu alma por dinero y fama».

## Música y letra
Crash evita el trabajo anterior de hyperpop y futurepop de Charli, a favor del power pop «impactante» el synth pop de los 80 y el dance pop, con elementos de pop-funk, dream pop, eurodance, disco, y «glitch post-internet». «Good Ones» explora el electropop y el synthwave, y «New Shapes» continúa el sonido de synth pop de los 80 del álbum. «Used to Know Me» y «Beg for You» contienen samples de las canciones europop «Show Me Love» y «Cry for You», respectivamente, en un esfuerzo por lograr un equilibrio entre la nostalgia y el futurismo. «Beg for You», además, es una canción de UK garage que evoca el bubblegum de los años 2000 y el house de los 90. «Baby» es una canción post-disco y dance pop con elementos de new jack swing que recuerdan a Control de Janet Jackson y replica el electro funk de Cameo. «Lightning» tiene florituras flamencas, mientras que «Yuck» fusiona una línea de bajo de funk de los 70 y boogie con música disco y «sintetizadores hipermodernos». «Selfish Girl» fue apodada «fantasía de baile estilo Dua Lipa».
Charli ha incluido a Madonna, Janet Jackson, Cameo, Sister Sledge, Serge Gainsbourg, Steve Vai, Black Eyed Peas, Charlie Puth, Cyndi Lauper, Rick James, Taylor Dayne, Boy Meets Girl y Belinda Carlisle como inspiraciones musicales para el álbum. Los artistas invitados que aparecen en el álbum incluyen a Christine and the Queens y Caroline Polachek en «New Shapes», así como a Rina Sawayama en «Beg for You»; las canciones fueron lanzadas como el segundo y tercer sencillo del álbum, respectivamente. Los productores del álbum incluyen a Oscar Holter, y Lotus IV y Deaton Chris Anthony, en los sencillos «Good Ones» y «New Shapes», respectivamente. También se ha revelado que A. G. Cook, George Daniel, Digital Farm Animals, Ian Kirkpatrick, Jason Evigan, Justin Raisen, Ariel Rechtshaid, Ilya Salmanzadeh, Oneohtrix Point Never, Jon Shave y Mike Wise produjeron otras canciones en el álbum.

## Recepción crítica
Crash recibió críticas generalmente favorables de los críticos musicales. En Metacritic, que asigna una calificación normalizada de 100 a las reseñas de los principales críticos, el álbum recibió una puntuación promedio de 79, según veintiún reseñas.
Escribiendo para Clash, Joe Rivers dijo que «Crash es sin duda una mezcla heterogénea, pero demuestra que, independientemente de sus motivaciones y mentalidad, Charli XCX es una artista que debemos atesorar. Incluso cuando no está en su mejor momento, muestra suficiente inteligencia y melodía para estar muy por encima de prácticamente todos sus rivales». Elly Watson de DIY le dio al álbum una calificación de 4.5 de 5 estrellas y escribió que «[Crash] puede estar cerrando un capítulo para Charli, pero de ninguna manera es el canto del cisne» y también agregó que «En cambio, una vez más explora nuevos riesgos, creando un álbum pop que celebra tanto los viejos clásicos como los nuevos, y consolida su estatus como una verdadera pionera del pop». Helen Brown, en una reseña de cinco de cinco estrellas para The Independent, dijo que Crash es «el lanzamiento más grande, lujoso y convencional hasta la fecha de la tímida nerd de la música proveniente de Essex que se convirtió en una diva de Los Ángeles. Y aunque algunos fanáticos pueden extrañar los experimentos sónicos más extravagantes de la joven de 29 años, no se puede negar la capacidad de Charlotte Aitchison para producir suficientes hooks implacablemente sólidos y sexys para asegurarse un lugar en la mesa principal del pop...o bailar encima de ella». Para Pitchfork, Owen Myers dice que «A pesar de un par de momentos ligeramente más débiles (curiosamente, los sencillos principales del álbum), Crash es el mejor proyecto de larga duración de Charli desde Pop 2, una astuta adopción de los estilos pop moderno y vintage por parte de uno de sus alumnos más sinceros. Establece un estándar para el pop convencional creativo: la despiadada y embriagadora fábrica de sueños que puede masticarte y escupirte y hacer que regreses por más».
El Hunt, escribiendo para NME, dice que, «A veces, Crash afloja un poco el acelerador – la interpolación de 'Show Me Love' en 'Used to Know Me' es contagiosa, aunque un poco demasiado directa, mientras que las ardientes baladas 'Move Me ' y 'Every Rule' podrían funcionar con más de los indicios sesgados de desconocimiento que se encuentran en abundancia en otros lugares. Sin embargo, estas son quejas menores, y para cuando esas cuerdas sintetizadas cobran vida en la irregular pista de pop-funk 'Baby' ellos son bastante fáciles de pasar por alto». Mientras agrega que «una emoción que su música nunca evocará es el aburrimiento, e incluso cuando su vista está puesta en infiltrarse en el pop convencional, sigue siendo una artista con una habilidad especial para sorprender. Si Crash realmente marca la muerte de Charli XCX como artista de un sello importante – qué camino por recorrer». Su compañero crítico Tom Hull consideró la producción como importante y «en cierto modo la mejor de su juego», al tiempo que concluyó que el álbum finalmente sobresale con el «delirante» «Used to Know Me».
En una reseña para Paste, Eric Bennett escribe que, «Cuando Charli logra la confluencia perfecta de lo que ama de la música pop y lo que a nosotros nos encanta de su música, se dispara, creando algunos de sus mejores materiales hasta la fecha. Pero cuando ese equilibrio no es lograda, las canciones pueden parecer genéricas o reductivas, dos palabras que nunca antes se habían aplicado a Charli XCX. Hay que felicitar a Charli por dar un giro tan grande: cuando eres conocido por tomar riesgos, la única forma en que puedes cambiar las cosas es jugar a lo seguro».
En una crítica mixta para The Guardian, Alexis Petridis escribe que «Crash no solo no funciona, o al menos no del todo, sino que te deja preguntándote sobre las motivaciones de su autora. A pesar de todos los mensajes que lo rodean, a veces se siente menos como un concepto inteligente que un encogimiento de hombros; el trabajo de una artista que ve un tenso contrato de cinco álbumes con un discográfico importante con un 'lo que sea'. Si hay una gracia salvadora aquí, es que la mercurial XCX – ahora una agente libre – sin duda regresará con algo más interesante más temprano que tarde».

## Lista de canciones
Créditos adaptados de las notas del álbum.
| Crash – Edición estándar |                                                                 | |                                                  |          |  |
| N.º                      | Título                                                          | Escritor(es) | Productor(es)                                    | Duración |  |
| 1.                       | «Crash»                                                         | Charlotte Aitchison Waylon Rector Alexander Guy Cook George Daniel                                                                                            | A. G. Cook Daniel                                | 2:09     |  |
| 2.                       | «New Shapes» (con Christine and the Queens y Caroline Polachek) | Aitchison Noonie Bao Linus Wiklund Deaton Chris Anthony Héloïse Letissier Caroline Polachek                                                                   | Lotus IV Anthony                                 | 3:20     |  |
| 3.                       | «Good Ones»                                                     | Aitchison Bao Caroline Ailin Mattias Larsson Robin Fredriksson Oscar Holter                                                                                   | Holter                                           | 2:16     |  |
| 4.                       | «Constant Repeat»                                               | Aitchison Bao Wiklund | Lotus IV                                         | 3:09     |  |
| 5.                       | «Beg for You» (con Rina Sawayama)                               | Aitchison Alexander Soifer Sorana Păcurar Roland Spreckley Nicholas Gale Rina Sawayama Anoo Bhagavan [ A ] Niclas von der Berg [ A ] Jonas von der Berg [ A ] | Digital Farm Animals                             | 2:48     |  |
| 6.                       | «Move Me»                                                       | Aitchison Amy Allen Ian Kirkpatrick Jason Evigan | Kirkpatrick Evigan [ B ]                         | 2:27     |  |
| 7.                       | «Baby»                                                          | Aitchison Justin Raisen Jeremiah Raisen | Raisen SadPony                                   | 2:39     |  |
| 8.                       | «Lightning»                                                     | Aitchison Madison Love Rami Yacoub Ilya Salmanzadeh | Ariel Rechtshaid                                 | 3:57     |  |
| 9.                       | «Every Rule»                                                    | Aitchison Cook | A. G. Cook Oneohtrix Point Never Matt Cohn [ B ] | 3:03     |  |
| 10.                      | «Yuck»                                                          | Aitchison Elizabeth Lowell Boland Megan Bülow Mike Wise Nathan Ferraro                                                                                        | Wise                                             | 2:18     |  |
| 11.                      | «Used to Know Me»                                               | Aitchison Bao Wiklund Dylan Marshall Brady Allen George [ C ] Frederick McFarlane [ C ]                                                                       | Dopamine                                         | 2:25     |  |
| 12.                      | «Twice»                                                         | Aitchison Bao Wiklund | Lotus IV                                         | 3:14     |  |
| 33:46                    |                                                                 | |                                                  |          |  |

| Crash – Edición de lujo |                                            |                                            |                               |          |  |
| N.º                     | Título                                     | Escritor(es)                               | Productor(es)                 | Duración |  |
| 13.                     | «Selfish Girl»                             | Aitchison Anthony Bao Wiklund              | Daniel Lotus IV Anthony [ B ] | 3:14     |  |
| 14.                     | «How Can I Not Know What I Need Right Now» | Aitchison Daniel                           | Daniel                        | 2:37     |  |
| 15.                     | «Sorry If I Hurt You»                      | Aitchison Andrew Wyatt Anthony Bao Wiklund | Lotus IV Anthony [ B ]        | 2:41     |  |
| 16.                     | «What You Think About Me»                  | Aitchison Cook Rector                      | Cook                          | 3:05     |  |
| 45:28                   |                                            |                                            |                               |          |  |

Notas
- «Beg for You» contiene samples de «Don't Cry» de Milk Inc. y «Cry for You» de September.[92]
- «Used to Know Me» contiene samples de «Show Me Love» de Robin S.
- «How Can I Not Know What I Need Right Now» contiene interpolaciones de «Saturday Love» de Cherrelle y Alexander O'Neal.

## Personal

### Músicos y voces
| - Charli XCX – voz - George Daniel – cortes vocales, batería, programación de bajo, programación de teclados y sintetizadores (pista 1) - Waylon Rector – guitarra (pista 1) - A. G. Cook – programación, sintetizadores (pistas 1, 9) - Christine and the Queens – voz (pista 2) - Caroline Polachek – voz (pista 2) | - Deaton Chris Anthony – voces adicionales, sintetizadores, programación de batería, programación de teclado, programación de bajo, instrumentación (pista 2) - Lotus IV – programación de teclado, programación de bajo, programación de batería, instrumentación (pistas 2, 4, 12) - Caroline Ailin – coros (pista 3) - Oscar Holter – programación, batería, bajo, teclados (pista 3) - Rina Sawayama – voz (pista 5) | - Sorana – coros adicionales (pista 5) - Sadpony – sintetizadores, bajo, programación de batería (pista 7) - Justin Raisen – guitarra, efectos de sonido (pista 7) - Ariel Rechtshaid – programación de batería, sintetizadores, guitarra de nailon (pista 8) - Jon Shave – teclados, programación (pista 11) - Darryl Reid – teclados, programación (pista 11) |

### Técnico
| - Geoff Swan – mezcla (pistas 1-2, 4, 7-10, 12) - Niko Battistini – asistencia de mezcla (pistas 1-2, 4, 7-10, 12) - Matt Cahill – asistencia de mezcla (pistas 1-2, 4, 7-10, 12) - A. G. Cook – ingeniería (pistas 1, 9) - Randy Merrill – masterización - Serban Ghenea – mezcla (pista 3) - Bryce Bordone – asistencia de mezcla (pista 3) - Lionel Crasta – ingeniería de voces en el puente (pista 3) - John Hanes – ingeniería (pista 3) | - Oscar Holter – ingeniería (pista 3) - Thomas Warren – ingeniería (pistas 3, 11) - Kevin Grainger – mezcla (pistas 5, 11) - Alexander Soifer – producción vocal adicional (pista 5) - Ben Hogarth – ingeniería vocal (pista 5) - Jonathan Gilmore – producción vocal e ingeniería para Rina Sawayama (pista 5) - Anthony Tucci Jr. – grabación vocal de Charli (pista 5) - Manny Marroquín – mezcla (pista 6) - Ian Kirkpatrick – grabación (pista 6) | - Ainjel Emme – asistente de ingeniería (pista 7) - Anthony Paul Lopez – ingeniería (pista 7) - Justin Raisen – ingeniería (pista 7) - Sadpony – ingeniería (pista 7) - Rami Yacoub – grabación vocal (pista 8) - Matt DiMona – ingeniería (pista 8) - Matt Cohn – ingeniería (pista 9) - Jon Shave – ingeniería (pista 11) - Darryl Reid – ingeniería (pista 11) |

## Posicionamiento en listas
| Listas (2022)                           | Mejor posición |
| --------------------------------------- | -------------- |
| Alemania (Offizielle Top 100)           | 19             |
| Australia (ARIA)                        | 1              |
| Austria (Ö3 Austria)                    | 9              |
| Bélgica (Ultratop Flandes)              | 11             |
| Bélgica (Ultratop Valonia)              | 19             |
| Canadá (Billboard Canadian Albums)      | 16             |
| Croacia (HDU International Albums)      | 8              |
| Escocia (OCC)                           | 1              |
| España (PROMUSICAE)                     | 12             |
| Estados Unidos (Billboard 200)          | 7              |
| Finlandia (Suomen virallinen lista)     | 29             |
| Francia (SNEP)                          | 53             |
| Hungría (MAHASZ)                        | 8              |
| Irlanda (OCC)                           | 1              |
| Italia (FIMI)                           | 95             |
| Japón (Billboard Japan Download Albums) | 48             |
| Lituania (AGATA)                        | 36             |
| Nueva Zelanda (RMNZ)                    | 2              |
| Países Bajos (Album Top 100)            | 16             |
| Portugal (AFP)                          | 26             |
| Reino Unido (OCC)                       | 1              |
| Suiza (Schweizer Hitparade)             | 19             |

## Historial de lanzamiento
| País   | Fecha               | Formato                                 | Versión  | Discográfica                   | Ref     |
| ------ | ------------------- | --------------------------------------- | -------- | ------------------------------ | ------- |
| Varios | 18 de marzo de 2022 | CD casete descarga digital LP streaming | Original | Asylum Records Warner Music UK | [ 115 ] |
| Varios | 25 de marzo de 2022 | Descarga digital streaming              | De lujo  | Asylum Records Warner Music UK | [ 116 ] |